# Quilpie
Quilpie är en kommun i Australien. Den ligger i delstaten Queensland, omkring 950 kilometer väster om delstatshuvudstaden Brisbane. Antalet invånare är 983.
Omgivningarna runt Quilpie är i huvudsak ett öppet busklandskap. Trakten runt Quilpie är nära nog obefolkad, med mindre än två invånare per kvadratkilometer. Genomsnittlig årsnederbörd är 349 millimeter. Den regnigaste månaden är februari, med i genomsnitt 75 mm nederbörd, och den torraste är september, med 2 mm nederbörd.